# Anna Brodacka
Anna Brodacka est une ancienne joueuse de volley-ball polonaise née le 10 septembre 1979. Elle mesure 1,76 m et jouait au poste de passeuse. 

## Clubs
| Club         | De        | À         |
| ------------ | --------- | --------- |
| TPS Rumia    | 2003-2004 | 2007-2008 |
| Alpat Gdynia | 2008-2009 | 2008-2009 |
| TPS Rumia    | 2009-2010 | 2010-2011 |
| MUKS Świecie | 2012-2013 | jan 2014  |